# Materialiteit
Materialiteit is een maatstaf in auditing en accounting die bepaalt of een bepaald bedrag al dan niet significant is. Bij een audit van de jaarrekening wordt gekeken of deze aan de geldende (internationale of lokale) regels  beantwoordt en geen materiële fouten (fouten met een impact groter dan het bedrag dat als materialiteit werd vastgelegd) bevat.
Materialiteit wordt gedefinieerd als de omvang die een fout in de jaarrekening moet hebben om het oordeel van een gebruiker van die jaarrekening waarschijnlijk te beïnvloeden. Deze grens kan vrij worden bepaald door de auditor, omdat telkens rekening moet gehouden worden met de specifieke toestand van de onderneming. Enkele vaak gehanteerde vuistregels:
| Berekeningsbasis       | Percentage | Opmerking                                     |
| ---------------------- | ---------- | --------------------------------------------- |
| Winst voor belastingen | 55 - 75%   | Volatiel, niet bruikbaar indien verlieslatend |
| Totale opbrengsten     | 0,5 - 2%   | Stabiel                                       |
| Balanstotaal           | 0,5 - 2%   | Stabiel, goed voorspelbaar                    |